# Pedro Porter Casanate
Pedro Porter y Casanate (Saragozza, 30 aprile 1611 – Concepción, 27 febbraio 1662) è stato un ammiraglio, navigatore ed esploratore spagnolo, nonché Governatore Reale del Cile dal 1656 al 1662.

## Gioventù
Porter nacque a Saragozza, secondogenito di Juan Porter e di Esperanza Casanate. Nel 1627 si unì alla marina spagnola, e con l'ammiraglio Fadrique Álvarez de Toledo Osorio partecipò alla spedizione contro La Rochelle. L'anno seguente si unì alla flotta dell'ammiraglio Francisco de Vallecilla, incaricato di proteggere dai pirati i galeoni che trasportavano argento. Nel 1629 si spostò nel Nuovo Mondo per la prima volta, per combattere gli inglesi che avevano occupato le isole di Saint Kitts e Nevis, partecipando a numerose battaglie ed a molte spedizioni navali nelle Indie, il che gli permise di diventare alférez nel 1631, e capitano nel 1634. Lo stesso anno pubblicò il suo primo libro su argomenti navali, il Reparo a errores de la navegación española (Correzione degli errori della navigazione spagnola).
In seguito divenne ammiraglio della flotta dei mari meridionali, e cavaliere dell'Ordine di Santiago.

## Esplorazioni
Nel 1635 chiese ed ottenne dal viceré della Nuova Spagna, Rodrigo Pacheco y Osorio, una licenza per esplorare la California, territorio che, nonostante fosse all'interno dell'impero spagnolo, ancora non si sapeva se fosse un'isola o una penisola. In ogni caso, problemi e sospetti sulle sue reali intenzioni causarono la confisca delle sue navi. Nel 1636 ci provò di nuovo, e questa volta con la licenza ed il supporto economico del viceré Lope Díez de Armendáriz.
Nel 1643 re Filippo IV gli tolse i suoi incarichi nella marina, ordinandogli di esplorare la California. Quello stesso anno partì da Cadice verso Cartagena de Indias, da dove proseguì per Veracruz attraversando il continente fino alla costa occidentale del Messico, dove sarebbe rimasto fino al 1649 esplorando e colonizzando l'area del Golfo di California.
Considerato esperto in materia navale, i suoi trattati furono apprezzati a quel tempo. Tra loro si trovavano: Diccionario náutico, Hidrografía general, Arte de navegar.

## Governatore del Cile
Nel 1656 fu nominato governatore del Regno del Cile, motivo per cui prese parte alla guerra di Arauco contro i Mapuche. Durante il suo mandato costruì, nel 1662, la fortezza di San Miguel Arcángel de Colcura, a sud-est dell'attuale città di Lota, nella valle di Colcura, sul luogo in cui sorgeva il vecchio forte di San Miguel Arcángel (costruito nel 1602 su iniziativa di Alonso de Ribera). Mantenne l'incarico fino alla morte, giunta a Concepción nel 1662.